# Каспер Альгоніемі
Каспер Альгоніемі (фін. Kasper Alhoniemi; 2000, Тампере, Фінляндія — 10 червня 2023, Лобкове, Україна) — фінський доброволець, який брав участь у Російсько-українській війні на боці України.

## Біографія
У цивільному житті працював слюсарем. У 2022 році вступив в Інтернаціональний легіон територіальної оборони України. Учасник боїв за Харків. Альгоніемі ненадовго повернувся до Фінляндії, але у квітні 2023 року повернувся в Україну. Він приєднався до спецназу Головного управління розвідки. У тому ж підрозділі служили ще двоє фінів. Українська армія нагородила групу Альгоніемі медалями за їхні дії, а його підвищили до командира групи.
Загинув 10 червня 2023 року на Запорізькому фронті під танковим обстрілом. У цьому ж бою також загинув український військовик та поранено кількох бійців, серед них ще одного фінського добровольця. Його тіло вдалося забрати з цього району лише в серпні 2023 року. Його перевезли до Фінляндії в листопаді 2023 року, коли Товариство національної оборони «Фінляндія-Україна» змогло організувати транспортування через громадський збір коштів.